# Dichopetala cultricerca
Dichopetala cultricerca är en insektsart som beskrevs av Strohecker 1945. Dichopetala cultricerca ingår i släktet Dichopetala och familjen vårtbitare. Inga underarter finns listade i Catalogue of Life.